# محسن البرازی
محسن البرازی (به عربی: محسن البرازی) (۱۹۰۴–۱۹۴۹) کردتبار در شهر حماء سوریه از تاریخ ۲۶ ژوئن ۱۹۴۹ تا ۱۴ اوت ۱۹۴۹ تصدی نخست‌وزیری سوریه را برعهده داشت.